# Alberto Tarantini

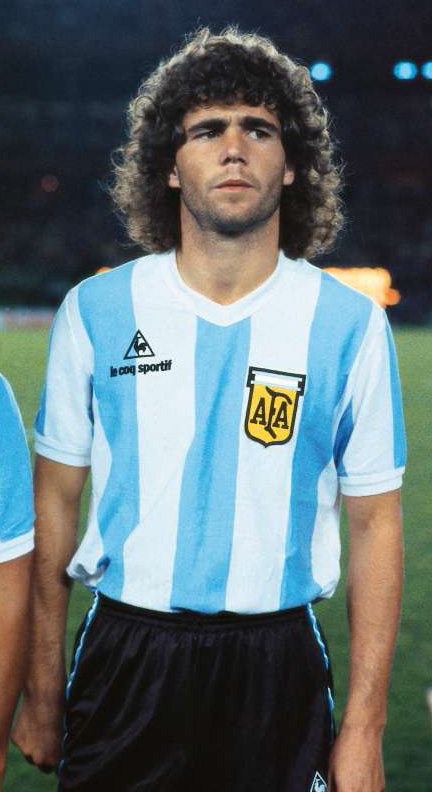
Alberto Tarantini

Alberto César Tarantini (Ezeiza, 3 december 1955) is een Argentijnse voormalig professionele voetballer die speelde als verdediger. Hij maakte deel uit van het nationale elftal dat in 1978 wereldkampioen werd. In het begin van zijn carrière speelde hij als linkerverdediger, later als vleugelverdediger.

## Carrière
In de vroege jaren 70 speelde Tarantini bij Boca Juniors. Hij was bekend vanwege zijn afrokapsel en zijn lange voortanden waardoor hij de bijnaam conejo (“konijn”) kreeg. In 1977 won hij met Boca Juniors de Copa Libertadores; na een doelpuntloze wedstrijd versloeg de ploeg Cruzeiro met 5-4 op strafschoppen.
Tarantini maakte ook deel uit van het Argentijnse Elftal onder 23 dat in 1975 het internationale toernooi van Toulon won, samen met onder anderen Jorge Valdano en Américo Gallego en met César Menotti als coach. Hij werd linkerverdediger voor het Argentijnse nationale voetbalteam nadat Jorge Carrascosa het team verliet.
Een paar maanden voor het WK van 1978 had Tarantini een contractueel dispuut met Boca waardoor hij geen club meer had, omdat het management van Boca alle Argentijnse clubs onder druk zette om hem een nieuw contract te weigeren. Na zijn optredens tijdens het WK (hij scoorde een doelpunt in de 6-0 overwinning tegen Peru en speelde in de finale tegen Nederland) werd hij gecontracteerd door Birmingham City voor £ 295.000. Zijn periode in Engeland werd echter overschaduwd door een gebrekkige discipline.
Na zijn terugkeer in Argentinië speelde hij voor Talleres de Córdoba, River Plate en Europese teams SC Bastia, Toulouse FC en FC St. Gallen.
Tarantini speelde ook tijdens het WK 1982 voor Argentinië en trok zich onmiddellijk daarna terug uit het nationale team.

## Persoonlijk leven
Tarrantini was getrouwd met het model Patricia Pata Villanueva.
1 Alonso ·
2 Ardiles ·
3 Baley ·
4 Bertoni ·
5 Fillol ·
6 Gallego ·
7 L. Galván ·
8 R. Galván ·
9 Houseman ·
10 Kempes ·
11 Killer ·
12 Larrosa ·
13 La Volpe ·
14 Luque ·
15 Olguín ·
16 Ortiz ·
17 Oviedo ·
18 Pagnanini ·
19 Passarella  ·
20 Tarantini ·
21 Valencia ·
22 Villa ·
Coach: Menotti